# SdKfz 124 Wespe
El SdKfz 124 Wespe, en alemany Leichte Feldhaubitze 18 auf Fahrgestell Panzerkampfwagen II, va ser un vehicle d'artilleria autopropulsada desenvolupada i utilitzada durant la Segona Guerra Mundial per la Wehrmacht (exèrcit alemany). Es basava en el xassís del Panzer II.

## Història
El 1940, durant la batalla de França, és evident que el principal tanc de les forces alemanyes, el Panzer II, no era apte com a solució directa contra altres vehicles de combat; tot i que la mecànica era bona, podia ser destruït per tancs inferiors. Per tant, quan es va plantejar la necessitat d'un vehicle d'artilleria autopropulsada, el Panzer II va ser una elecció natural,així suprimien els vehicles que estaven de servei al front i es prolongava la seva vida útil.
El disseny del "Wespe" va ser realitzat per Alkett i es va basar en el xassís del Panzer II Ausf. F. La producció dels vehicles es va dur a terme en diferents plantes, principalment en Polònia. El mateix procés de conversió va resultar relativament simple, amb la substitució de les torretes dels Panzer II per obusos d'artilleria de 105 mil·límetres i la seva corresponent cuirassa blindada.
El "Wespe" va sortir al camp de batalla per primera vegada el 1943, al front Oriental, i va tenir tant èxit que Hitler va ordenar tots els Panzer II que es reservessin sol a la producció dels "Wespe", descartant altres projectes com el Marder II. S'assignaven als batallons d'artilleria blindada o a les divisions de Panzer Panzerartillerie Abteilungen', al costat dels vehicles d'artilleria autopropulsada pesats Hummel.
El "Wespe" va romandre en producció des de febrer de 1943 fins a mitjan 1944, quan les forces soviètiques van capturar les fàbriques alemanyes a l'actual Polònia. Per a aquesta data s'havien produït 662 unitats, amb els 158 addicionals que van servir per traslladar projectils.